# Paul Weiss (Mathematiker)
 Paul Weiss (* 9. April 1911 in Sagan, Landkreis Sagan, Provinz Schlesien; † 19. Januar 1991 in Detroit, USA) war ein  deutsch-britischer Mathematiker, Physiker und Hochschullehrer. 

## Leben und Werk

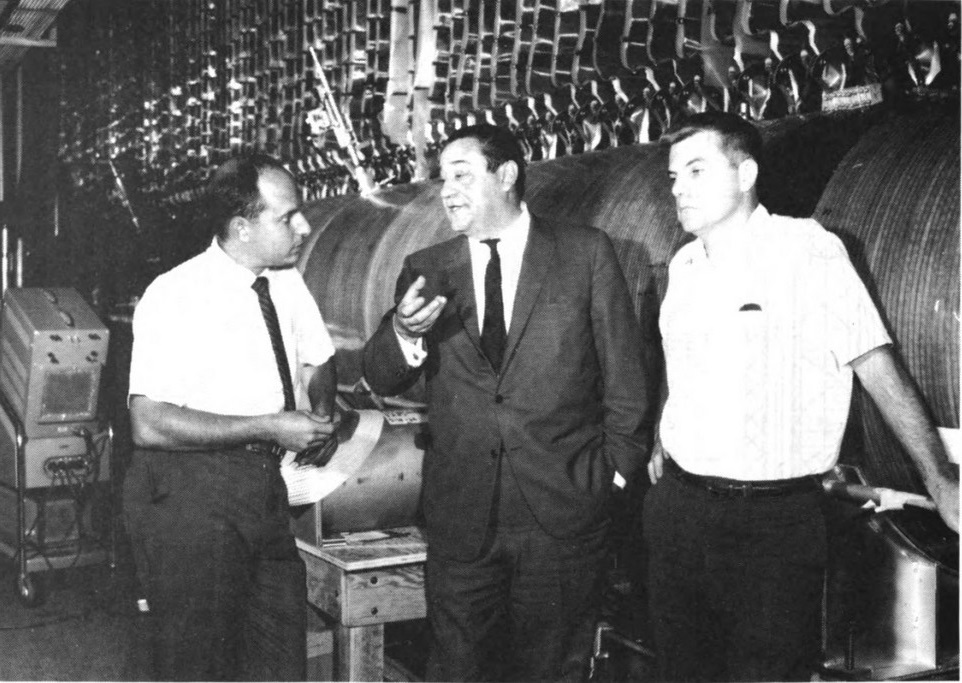
Die Physiker Paul Weiss, Nicholas Christofilos und Eugene Laurer vor dem Astron (Fusionsreaktor), 1964

Paul Weiss studierte von 1929 bis 1933 bei Max Born an der Georg-August-Universität Göttingen. Von September 1930 bis April 1931 unterrichtete er als Hilfslehrer im deutschen öffentlichen Schulsystem an der Freien Schul- und Werkgemeinschaft Letzlingen. Von 1931 bis 1933 verbrachte er einige Studienaufenthalte in Paris und Zürich. Wie auch seine Schwester und seine Mutter zog er wie Born nach England. Im Oktober 1933 begann er seine Forschungen am Downing College in Cambridge. 1936 promovierte er an der University of Cambridge bei Born mit der Dissertation: The Notion of Conjugate Variables in the Calculus of Variations for Multiple Integrals and its Application to the Quantisation of Field Physics. In seiner Dissertation und mehreren nachfolgenden Veröffentlichungen entwickelte er ein Schema zur kanonischen Quantisierung von Feldtheorien, insbesondere verallgemeinerte er Kommutierungsrelationen für die Feldvariablen. Er konzentrierte sich hauptsächlich auf den allgemeinen mathematischen Formalismus zur Quantisierung von Feldtheorien.
Nach seiner Promotion hielt Weiss während des akademischen Jahres 1937–1938 Vorlesungen über Quantenelektrodynamik am Cavendish-Laboratorium. Danach arbeitete er bis September 1939 auf einer Stelle an der Queen’s University Belfast für 300 Pfund pro Jahr. Nach seiner Rückkehr nach Cambridge wurde er am 12. Mai 1940 als sogenannter feindlicher Ausländer interniert.
Zusammen mit Hermann Bondi, Klaus Fuchs, Ernst Walter Kellermann und Max Perutz kam er an Bord der SS Ettrick am 13. Juli 1940 in Quebec an. Während seiner Internierung in Kanada studierte er Mathematik und half bei der Organisation einer Lageruniversität. Er wurde im Dezember desselben Jahres freigelassen und kehrte bald darauf nach England zurück.
Im Februar 1941 erhielt er eine Stelle in Angewandter Mathematik am Westfield College der University of London, wo er bis 1950 lehrte. Er wurde im Juni 1947 als Brite eingebürgert. Während seiner Zeit am Westfield College heiratete er Marliese Oppa, mit der er zwei Kinder bekam und ein drittes Kind adoptierte.
Von 1950 bis 1951 arbeitete er am Institute for Advanced Study in Princeton und zog nach Syracuse. Bis 1957 arbeitete er dort als angewandter Mathematiker für General Electric. Er forschte 1952 an der Anwendung von Operations Research zur Lösung betriebswirtschaftlicher Probleme. Dort entwarf und patentierte er zusammen mit Charles Johnson ein Formerkennungssystem, das auf der Identifizierung der Eigenschaften bestimmter Invarianten basiert (US-Patent Nr. US2968789). Bis 1960 arbeitete er bei AVCO (Aviation Corporation) und war dann bis zu seinem Tod im Jahr 1991 im Fachbereich Mathematik der Wayne State University tätig.

## Veröffentlichungen (Auswahl)
- On the quantization of a theory arising from a variational principle for multiple integrals with application to Born's electrodynamics. Proceedings of the Royal Society A. 156 (887), 1936, S. 192–220. doi:10.1098/rspa.1936.0143.
- On the Hamilton–Jacobi theory and quantization of a dynamical continuum. Proceedings of the Royal Society A. 169 (936), 1938, S.  102–119.  doi:10.1098/rspa.1938.0197.
- On the Hamilton–Jacobi theory and quantization of generalized electrodynamics. Proceedings of the Royal Society A. 169 (936), 1938, S. 119–133. doi:10.1098/rspa.1938.0198.
- On some applications of quaternions to restricted relativity and classical radiation theory. Proceedings of the Royal Irish Academy, Section A. 46, 1941, S. 129–168.